# Лівійці
Лівійці — народ у Лівії. Етноніми: араби Лівії, лівійці, лівійські араби, лівійські кочовики і переселенці.

## Область розселення. чисельність
Лівія має низьку щільність населення в межах її великої території, зі щільністю популяції приблизно 2 людини на квадратний кілометр (8.5/mi²), в двох північних областях Триполітанії і Киренаїка менш ніж одна людина на квадратний кілометр (1.6/mi²). перенаселені такі міста, як Триполі, Бенгазі, Місурата, Себха, Зуара і Хомс. Число жителів там зростає на 7 % щорічно. Оази в пустелі, так само густо населені, тому що там є вода, родюча земля й багата рослинність.
Лівійці (араби Лівії) — арабський народ, основне населення Лівії, загальною чисельністю 4180 тис. осіб, основне населення Лівії (4160 тис. осіб). Інші країни розселення: Іспанія 12 тис. осіб, Німеччина — 8 тис. осіб. Лівія — таким чином одна з найменш щільних націй в світі. 90 % населення живуть у менш ніж 10 областях, головно по узбережжю. Більше ніж половина населення — міське, концентрується в двох найбільших містах, Триполі і Бенгазі.

## Походження
Лівійці — суміш тутешніх берберських народів і нахожих арабських племен (VII—XI ст.) Процеси етнічної консолідації посилилися в боротьбі за незалежність у XX столітті, особливо після революції 1969 року.
Багатьох лівійців називають хулуґлі (Khoulougli, сини солдатів), це ті лівійці, які походять від шлюбів оттоманських солдатів з лівійськими жінками. Вони переважно проживають у Місраті (за 200 км на схід від Триполі), Тажоура (передмістя Триполі), і Ез-Завія (приблизно за 50 км на захід від Триполі). Протягом довгого часу вони були звільнені від податку і мали право служити в армії. Тепер вони злилися з арабським населенням, але їх можна відрізнити зовні й за кольором шкіри. Так само є туареги (берберське населення) і племінні групи тебу, сконцентровані на півдні, які живуть кочовим або напівкочовим образом життя. Серед іноземних жителів, найбільші групи — громадяни інших африканських націй, включаючи північних африканців (насамперед єгиптяни і тунісці), і африканці району Сахари. Згідно з «Книгою фактів ЦРУ», лівійські бербери й араби складають 97 % населення Лівії; інші 3 % — греки, жителі Мальти, італійці, єгиптяни, афганці, турки, індуси й африканці Району Сахари.

## Історія
Іменем лаву, який перейшов у єврейське Lehabim, стародавні єгиптяни з часу Нового царства називати одне з племен, яке жило на заході від них і згодом виступило на перший план між спорідненими колінами: Техенну, Темех, Каікаша, Шаітеп (?), Машаваша, Ісавада, Ааса, Вакана.
Характерні ознаки: білий колір шкіри, татуювання, своєрідні кольорові плащі та пояси, страусове перо на голові і коси. Цілком імовірно, це були предки тубільного берберського населення Північної Африки. Євреї вважали їх Хамітами, родинними єгиптянам. Останні вели з ними війни ще за часів Середнього царства, але особливо вони стали небезпечні Єгипту за XIX династії. При Мернептасі, у 5-й рік його царювання, вони здійснили спустошливу навалу на Єгипет під проводом царя Марануі. Фараонові вдалося відбити їх, так само як і Рамзесу III, при якому були нові навали під проводом царів Чаутмара і Капура. Довгі написи храму Медінет-Абу прославляють перемоги єгиптян похвальними одами і зображають їхні тріумфи з безліччю полонених. Під час слабкої XX династії лівійцям вдалося, однак, поступово завоювати Єгипет мирним шляхом колонізації та наповненням єгипетських канцелярій і війська. Внаслідок цього процесу, тотожного з подіями в IV—V ст. в Римській імперії, дельта покрилася мережею лівійських військових поселень і князівств, з яких спочатку розвинулася монархія Бубастидів і т. зв. додекархія (див.), а потім — династія Псаметихів. У класиків під ім'ям Λύβιοι розуміються тубільці-бербери, в протилежність фінікійцям і грекам. До них зараховувалися і нуміди з маврами.

## Релігія

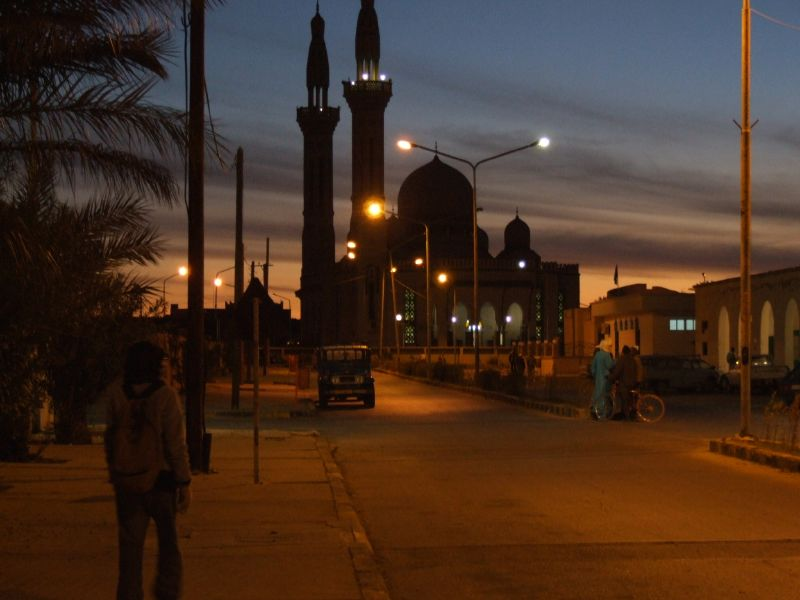
Мечеть у Гадамесі. 97 % лівійців мусульмани

Переважним віросповіданням у лівійців є іслам. Дотримуються суннізму, але меншість дотримується ібадизма (хариджити), насамперед у Джебель Нефусах і Заварах. Приблизно 97 з 100 лівійців — послідовники іслама. Крім більшості мусульман-суннітів, є також дуже маленькі християнські спільноти, складені майже винятково з іноземців. Є маленьке англіканське співтовариство, складене головно з африканських робітників — іммігрантів у Триполі; це — частина єгипетської єпархії. Також приблизно 40 000 католиків в Лівії, яким служать два єпископа, один в Триполі (служить італійській спільноті) і один в Бенгазі і (служить мальтійській спільноті). Багато жителів Киренаїки вважаються послідовниками дервішського братства сенуситів, релігійного руху, яке поширилося в Північній Африці у 18 ст.

## Мова

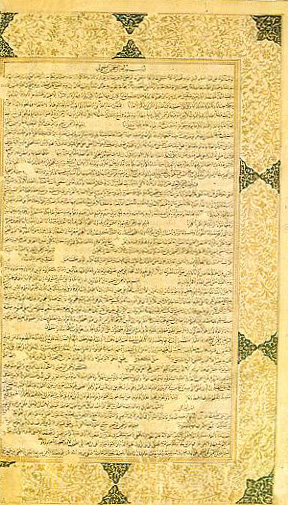
(ألقرآن — Qur'ān) Рукопис Корану. Майже всі лівійці говорять арабською мовою, яка є офіційною мовою країни.

Головна мова, якою говорять лівійці — арабська, що є також офіційною. Лівійці говорять на лівійському діалекті арабської мови, що входить у магрибську групу діалектів. Мовою тамазік (берберські мови, що не мають офіційного статусу), розмовляють лівійські бербери. Крім того, туареги говорять на тамахак, єдина відома північна мова тамашек. Колись широко використовувалася італійська мова, особливо серед освіченого прошарку лівійського суспільства. У роки англійської адміністрації (1943—1951 рр.) набула поширення англійська мова, що стала особливо популярною з появою в Лівії американських і англійських нафтових компаній. Тепер, поряд з арабською мовою, в найбільших містах англійська та італійська також широко поширені.

## Трансформація в умовах модернізації
Багатьом лівійцям подобається кочовий спосіб життя. Це проявляється хоча б у тому, що багаті лівійці-городяни у вихідні прагнуть в пустелю навіть в дуже жарку пору. На розпеченому піску виникають наметові містечка (подоба бедуїнським стоянкам), поруч з наметами стоять тепер не верблюди, як раніше, а автомобілі і електрогенератори для переносних кондиціонерів.
Демонстраційний ефект міста впливає на кочівників, змушуючи багатьох відмовитися від звичного способу життя і почати новий, міський. Але багато бедуїнів так і не змогли звикнути до благ міської цивілізації і повернулися в пустелю. Розвиток промисловості в Лівії, осідання кочівників, зростання числа сільськогосподарських і міських робочих, еміграція руйнують традиційний спосіб життя лівійців. Скорочується неграмотність.

## Побут і традиції
Сімейне життя важливо для лівійських сімей, більшість яких живуть в квартирах та інших незалежних одиницях розміщення, з точними способами розміщення залежно від їх доходу і багатства.
- Традиційний тип поселення. Хоча лівійські араби традиційно вели кочовий спосіб життя в наметах, тепер вони влаштувалися в різних містах. Через це, їх старий уклад життя поступово змінюється. Невелика кількість лівійців все ще живе в пустелі, оскільки їх сім'ї жили так протягом багатьох століть.

- Традиційні господарські заняття. Більшість населення зайняті в сфері промисловості, послуг і маленький відсоток лівійців займається землеробством на узбережжі (цитрусові, оливки, фінікова пальма, пшениця, ячмінь). У південному і центральному районах країни люди займаються скотарством (вівці, кози, верблюди, в меншій мірі — коні). Частина зайнята на нафтопромислах. Розвинене виготовлення килимів і вишитих шкіряних виробів, плетіння з пальмового листя і виготовлення мідних карбованих посудин.

- Традиційний одяг лівійців не відрізняється від характерного для всіх областей Північної Африки бедуїнського костюма. Чоловічий одягу: плащі-абаї головні хустки (куфійя). Також багато жителів великих міст віддають перевагу європейському стилю одягу. Сучасний одяг лівійців являє собою поєднання арабських і європейських елементів. Багато городянок не виходять на вулицю без покритої голови (деякі-обличчя).

- Традиційна їжа — це пшеничні або ячмінні коржі, овочі, фініки, цитрусові, молоко, овечий сир, топлене масло, свіжа або сушена риба.

- Традиційна духовна культура.' ' Існує народний театр тіней, епос, поширені усні розповіді (скриню ад'дунья — «Кладезь новин»).

- Традиційне житло лівійців являє собою низькі глинобитні будинки з внутрішніми двориками. Так само широке поширення отримали призначені для людей і худоби ґрунтові житла (склепінчасте приміщення на глибині до 10 м, в яке веде шахта, рідше — кілька таких приміщень на різній глибині, з'єднаних сходами).

- Традиційна соціальна і політична організація. Біля однієї третини лівійців — кочівники і напівкочівники, у яких зберігаються залишки родо-племінного ладу. Старо-арабські традиції дуже сильні в сімейному побуті. Мінімальний шлюбний вік для чоловіків — 15 років, для жінок — 12 років. Зустрічається багатоженство. Збереглися обмінні шлюби і шлюбний викуп. В сім'ях зазвичай багато дітей. Повага до жінки в сім'ї росте, якщо вона народжує якомога більше дітей (особливо синів)[4].

Система спорідненості — біфуркативно-колатеральна (розрізняються родичі по лінії матері і батька; колатеральні і прямі родичі). Основа родоплемінної організації — сімейно-родинна група, що має спільного предка по чоловічій лінії. Основою родоплемінної організації є сімейно-родинна група, що має спільного предка по чоловічій лінії і пов'язана звичаями взаємодопомоги, кровної помсти і ендогамії (віддається перевага патрілатеральному ортокузенному шлюбу). Кілька груп складають підрозділ племені або саме плем'я на чолі з вождем. Лівійці дотримуються бедуїнського кодексу честі, який передбачає споріднену солідарність, стійкість, мужність і гостинність. Соціальні відносини традиційно виражаються як декларовані кровноспоріднені.